# Hopelessness
Hopelessness è il primo album in studio da solista di Anohni, cantante britannica nota precedentemente come voce del gruppo Antony and the Johnsons. Il disco è uscito nel maggio 2016 per Secretly Canadian negli Stati Uniti e Rough Trade nel Regno Unito.

## Tracce
1. Drone Bomb Me – 4:10 (Anohni, Hudson Mohawke)
2. 4 Degrees – 3:51 (Anohni, Oneohtrix Point Never, Hudson Mohawke)
3. Watch Me – 3:26 (Anohni, Hudson Mohawke)
4. Execution – 3:38 (Anohni, Hudson Mohawke)
5. I Don't Love You Anymore – 5:00 (Anohni, Oneohtrix Point Never)
6. Obama – 4:11 (Anohni, Oneohtrix Point Never)
7. Violent Men – 2:10 (Anohni, Oneohtrix Point Never)
8. Why Did You Separate Me from the Earth? – 3:36 (Anohni, Hudson Mohawke, Oneohtrix Point Never)
9. Crisis – 4:42 (Anohni, Oneohtrix Point Never)
10. Hopelessness – 3:54 (Anohni, Oneohtrix Point Never)
11. Marrow – 3:01 (Anohni, Hudson Mohawke)